# Case Basse di Gianfranco Soldera
Azienda Agricola Case Basse di Gianfranco Soldera, обычно именуемый Case Basse либо Soldera, — производитель вина из Италии (Монтальчино, Тоскана), производит вина высокого качества, категории DOCG Brunello di Montalcino. Владельцем был Джанфранко Сольдера — с 1972 года до самой смерти 16 февраля 2019 года, в возрасте 82-х лет.

## История
Джанфранко Сольдера, бывший страховой маклер из Милана, купил Case Basse в 1972 году, с целью производить исключительный Brunello. Он нанял эксперта по санджовезе Джулио Гамбелли как консультанта в 1976 году, который работал с Джанфранко до смерти Гамбелли в 2012 году.
Soldera запретил дегустацию любого вина для посетителей в Case Basse. Он был одержим правильностью бокалов, он дегустировал свои вина в ресторане, только если у них были его специально разработанные бокалы под рукой.

## Вандализм 2012 года
2 декабря 2012 года в винный Case Basse ворвались и открыли краны у бочек с Brunello производства 2007—2012 годов. Более 600 гекталитров (16 тысяч американских галлонов) вина (приблизительно 85 тысяч бутылок) были потеряны. Ориентировочная стоимость потерянного вина около 6 млн долларов. Никакие другие бутылки вина или ценности не были украдены.
Начальная теория состояла в том, что вандализм был местью за роль Сольдеры в «скандале Brunellopoli 2008 года». Но 18 декабря полиция Сиены рассказала детали ареста бывшего сотрудника Case Basse, Андреа Ди Джизи, который в конечном счете признал вину.

## Производство
Площадь двух виноградников Intistieti и Case Basse простирается на 8 гектаров (20 акров). На этой площади могло произрастать достаточное количество винограда, чтобы производить 60 тысяч бутылок в год. Урожай сохраняется в очень малом количестве, что позволяет ежегодно производить приблизительно 15тысяч бутылок, и приблизительно 6 тысяч бутылок в неурожайный год.
Вина из Case Basse ферментируются в деревянных чанах без контроля температуры и отобранных дрожжей.
Все вина Сольдеры, произведённые в урожайные годы, были названы Brunello di Montalcino Riserva (1983, 1990, 1993, 1995, 1996, 1997, 1998, 1999). Вина Soldera, произведённые в неурожайные годы или из самых молодых виноградных лоз, были названы Institieti (1985, 1987, 1988, 1991, 1992). В 2005 Case Basse выпустил IGT Toscana вино под названием Pegasos, созданный с 100 % Санджовезе. Позже он выпустил IGT Toscana 2006 просто названный Soldera, сделанный из 100 % Санджовезе, который был уже разлит в бутылки, прежде чем подвалы были разрушены.